# Bactériurie
 Mise en garde médicale
La bactériurie est  la présence de bactéries dans les urines. 
L’urine étant un liquide stérile, la présence de bactéries peut être à l’origine de différentes pathologies, telles que les cystites, les pyélonéphrites ou encore les bactériuries asymptomatiques. La confirmation d’une infection urinaire se fait devant une bactériurie significative, c'est-à-dire une bactériurie ne pouvant pas être imputée à une contamination bactérienne lors du prélèvement de l’échantillon urinaire. Le seuil d’une bactériurie significative est classiquement de 105 bactéries/mL. Cependant ce seuil varie en fonction de l’infection urinaire considérée (tableau 1).  
| Seuils de bactériurie significative | Seuils de bactériurie significative      |
| Pathologies                         | Seuils (bactéries/ml)                    |
| ----------------------------------- | ---------------------------------------- |
| Cystite aiguë                       | ≥103                                     |
| Pyélonéphrite aiguë                 | ≥104                                     |
| Bactériurie asymptomatique (femme)  | ≥105 (2 fois avec un intervalle de 24h*) |
| Bactériurie asymptomatique (homme)  | ≥104 (1 fois*)                           |
|                                     |                                          |

Chez la femme, l’analyse a lieu deux fois pour le diagnostic de la bactériurie asymptomatique car le risque de contamination de l’urine lors du prélèvement est plus élevé que chez l’homme.
Chez les patients hospitalisés ayant une sonde urinaire, le seuil considéré est de 102 bactéries/mL d’urine. 
La détection des bactéries peut se faire à l’aide de bandelettes urinaires, d’une analyse microscopique de l’urine, d’un examen cytobactériologique des urines (ECBU), ou encore par d’autres méthodes telles que la turbidimétrie ou la bioluminescence.